# Harjowinangun (Dempet)
Harjowinangun is een bestuurslaag in het regentschap Demak van de provincie Midden-Java, Indonesië. Harjowinangun telt 4850 inwoners (volkstelling 2010).